# 니먼 마커스 패션 어워드
니먼 마커스 패션 어워드(영어: Neiman Marcus Fashion Award)는 세계 최고 명예로 인정받는 패션 분야 상 중의 하나이다. "패션계의 오스카상"이라고 부른다. 1938년 캐리 마커스 니먼과 스탠리 마커스가 만들었다. 미국인이 아닌 패션 디자이너에게도 수상한다.

## 수상자
- 1939년: 엘리자베스 아든
- 1947년: 살바토레 페라가모, 크리스찬 디오르
- 1955년: 피에르 발맹
- 1957년: 코코 샤넬
- 1958년: 이브 생로랑
- 1962년: 에스티 로더
- 1967년: 발렌티노 가라바니
- 1973년: 랠프 로런, 리바이스
- 1979년: 조르조 아르마니
- 1980년: 카를 라거펠트
- 1984년: 미야케 잇세이
- 1995년: 미우치아 프라다
- 2013년: 카를 라거펠트
- 2016년: 캐롤리나 에레라